# Chlorodrepana sellata
Chlorodrepana sellata là một loài bướm đêm trong họ Geometridae.